# Burdur (district)
Burdur is een Turks district in de provincie Burdur en telt 95.274 inwoners (2007). Het district heeft een oppervlakte van 1451,0 km². Hoofdplaats is Burdur.
De bevolkingsontwikkeling van het district is weergegeven in onderstaande tabel.
| 1997   | 2000   | 2007   |
| ------ | ------ | ------ |
| 83.245 | 90.060 | 95.274 |